# Mulinia pontchartrainensis
Mulinia pontchartrainensis is een tweekleppigensoort uit de familie van de Mactridae. De wetenschappelijke naam van de soort is voor het eerst geldig gepubliceerd in 1965 door Morrison.